# Mamilio
Mamilio  è un nome proprio di persona italiano maschile.

## Varianti
- Maschili: Mamillo[3]
- Femminili: Mamilia[1][2][3]

### Varianti in altre lingue
- Catalano: Mamili[4], Mamil[4]
- Latino: Mamilius[2][3], Mamillus[2][3]
  - Femminili: Mamilia[2][3]
- Spagnolo: Mamilio[4]

## Origine e diffusione
Continua l'antico nome latino Mamilius, etimologicamente connesso al termine mamilla ("mammella")>; altre fonti lo riconducono invece ai termini celtici mam ("forza") e hil ("seme"), quindi "seme di forti". 
Era portato da una gens romana, la gens Mamilia, che vantava una discendenza da Mamilia, figlia di Telegono (considerato il fondatore di Tusculum, di cui la gens era originaria). Da Mamilio è derivato, come patronimico, il nome Mamiliano.

## Onomastico
L'onomastico si festeggia l'8 marzo in memoria di san Mamillo, martire con altri compagni in Nord Africa.

## Persone
- Gaio Mamilio Turrino, politico romano
- Lucio Mamilio Vitulo, politico e generale romano
- Ottavio Mamilio, militare latino
- Quinto Mamilio Vitulo, politico e generale romano

## Il nome nelle arti
- Mamillio è un personaggio della commedia di Shakespeare Il racconto d'inverno.